# Wybory parlamentarne w Tadżykistanie w 2010 roku
Wybory parlamentarne w Tadżykistanie w 2010 roku – wybory parlamentarne w Tadżykistanie przeprowadzone 28 lutego 2010. Wygrane przez rządzącą Ludowo-Demokratyczną Partię Tadżykistanu (HDKT).

## Organizacja wyborów
W wyborach parlamentarnych obywatele decydowali o obsadzie 63-osobowego Zgromadzenia Reprezentantów, niższej izby parlamentu, na kolejną 5-letnią kadencję. 41 deputowanych wybieranych było w okręgach jednomandatowych, a pozostałych 22 na podstawie ordynacji proporcjonalnej. Do głosowania uprawnionych było ok. 3,5 mln mieszkańców.
W Tadżykistanie po uzyskaniu niepodległości od ZSRR, w ocenie międzynarodowych obserwatorów, nigdy nie przeprowadzono wolnych i uczciwych wyborów. Dominującą pozycję na scenie politycznej zajmuje prezydent Emomali Rahmon i jego Ludowo-Demokratyczna Partia Tadżykistanu (HDKT), która w poprzednich wyborach zdobyła 57 mandatów. 15 grudnia 2009 Rahmon wydał dekret o organizacji czwartych z kolei wyborów parlamentarnych w Tadżykistanie w dniu 28 lutego 2010. Poprzednie głosowania odbyły się w 1995, 2000 oraz w 2005. O 63 miejsca w parlamencie ubiegało się 217 kandydatów z 8 partii politycznych. Faworytem do wygranej od początku pozostawała HDKT, której dodatkowo wróżono powiększenie swojej przewagi w izbie.

## Wyniki wyborów

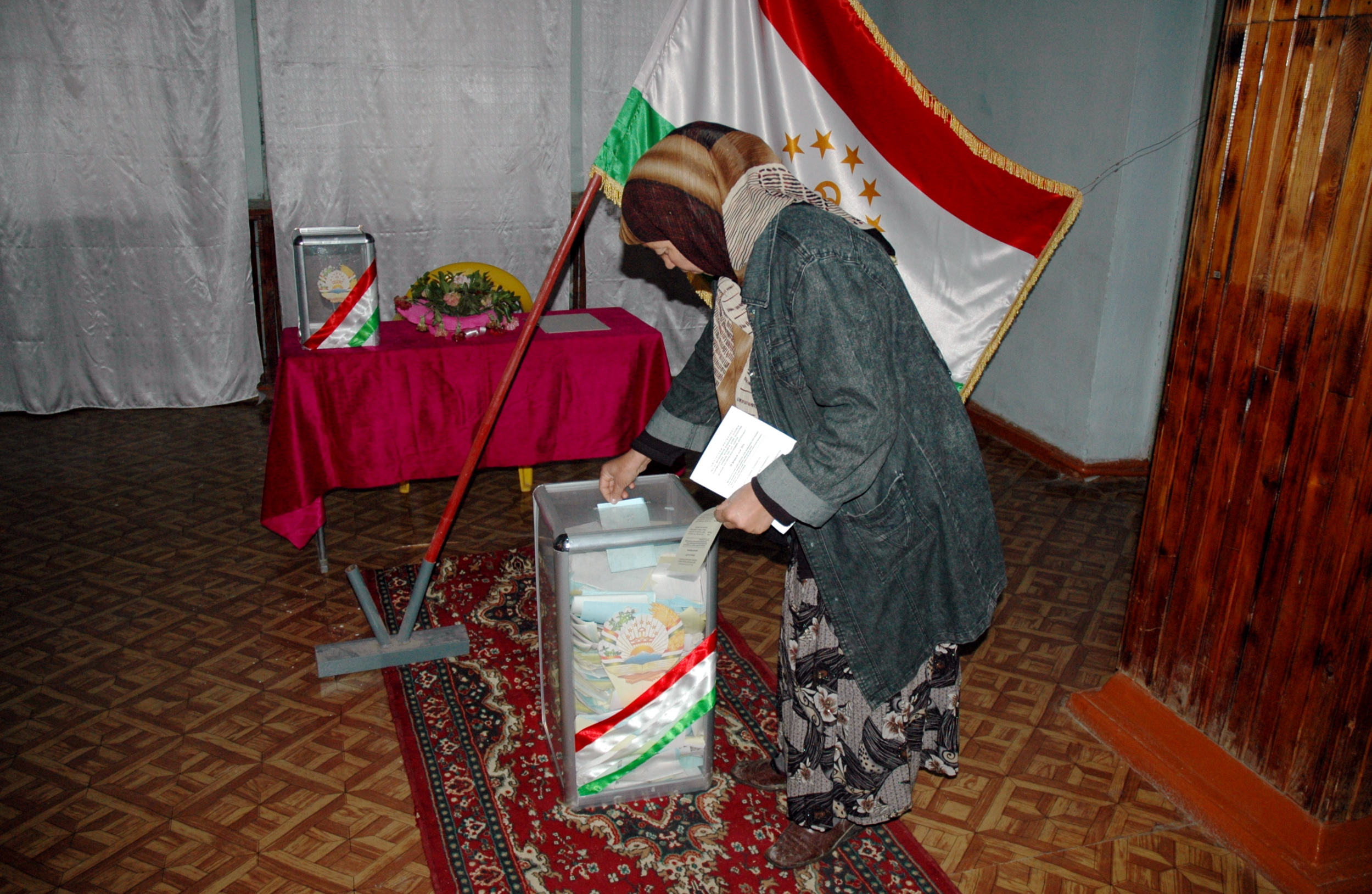
Głosowanie w Kurgonteppie.

Według oficjalnych wyników, wybory wygrała rządząca Ludowo-Demokratyczna Partia Tadżykistanu, która zdobyła większość miejsc w parlamencie (54 z 63). Głosowało na nią 71% wyborców. Miejsca w parlamencie obroniły jeszcze cztery partie, które zdobyły po 2 mandaty: Islamska Partia Odrodzenia Tadżykistanu, Komunistyczna Partia Tadżykistanu, Partia Agrarna i Partia Reform Gospodarczych Tadżykistanu. Pozostałe partie nie przekroczyły 5-procentowego progu wyborczego. Frekwencja wyniosła 90,8%. Wybory miały być powtórzone w jednym okręgu wyborczym.
Prezydent Rahmon po oddaniu głosu stwierdził, że „wybory te mają istotne znaczenie dla przyszłego rozwoju kraju i pomyślności narodu”. Obserwatorzy oraz opozycja informowali o licznych nieprawidłowościach w trakcie głosowania. Obserwatorzy OBWE w wydanym oświadczeniu stwierdzili, że pomimo pewnych małych pozytywnych zmian, wybory nie spełniły wielu kluczowych standardów organizacji. Wśród poważnych nieprawidłowości wymienili sztuczne wypełnianie urn wyborczych, masowe głosowanie przez członków rodzin i pełnomocników, niepluralistyczny skład komisji wyborczych oraz naruszenia procedur przy sporządzaniu list wyborców i w czasie kampanii wyborczej. Misja obserwacyjna WNP jako jedyna uznała natomiast wybory za wolne i otwarte. Oznajmiła, że choć dopatrzyła się pojedynczych nieprawidłowości, nie wpłynęły one na całościowy wynik wyborów. Dodała, że „wybory pokazały dalsze wzmacnianie demokratycznych norm w życiu Republiki Tadżykistanu”.
| Partia polityczna         | Partia polityczna                                                                     | Liczba głosów | %      | +/– | Liczba mandatów | +/– |
| ------------------------- | ------------------------------------------------------------------------------------- | ------------- | ------ | --- | --------------- | --- |
|                           | Ludowo-Demokratyczna Partia Tadżykistanu                                              | 2 321 436     | 71,04% |     | 54              |     |
|                           | Islamska Partia Odrodzenia Tadżykistanu                                               | 268 096       | 8,20%  |     | 2               |     |
|                           | Komunistyczna Partia Tadżykistanu                                                     | 229 080       | 7,01%  |     | 2               |     |
|                           | Partia Agrarna                                                                        | 166 935       | 5,11%  |     | 2               |     |
|                           | Partia Reform Gospodarczych Tadżykistanu                                              | 165 324       | 5,06%  |     | 2               |     |
|                           | Pozostałe - Partia Demokratyczna - Partia Socjaldemokratyczna - Partia Socjalistyczna | 116 796       | 3,58%  |     | 0               |     |
| Głosy nieważne            | Głosy nieważne                                                                        | 21 710        |        |     |                 |     |
| Razem (frekwencja 90,84%) | Razem (frekwencja 90,84%)                                                             | 3 289 377     | 100%   | -   | 63              | -   |
| Źródło:                   |                                                                                       |               |        |     |                 |     |